# Хавюрс-фьорд
Хавюрс-фьорд (исл. Hafursfjörður, [ˈhaːvʏrsˌfjœrðʏr̥]; известен также как Хав-фьорд — Haffjörður, [ˈhavˌfjœrðʏr̥]) — небольшой фьорд на западе Исландии в регионе Вестюрланд.

## Этимология
Буквальный перевод словосочетания Хавюрс-фьорд с исландского означает «Козлиный фьорд». Предположительно, такое название фьорд мог получить из-за расположенных в окрестностях фьорда фермерских усадьб, где на протяжении около 1000 лет (со времен заселения Исландии) выращивают коз.
Также в Исландии фьорд известен под названием Хав-фьорд (исл. Haffjörður), что означает дословно — «Морской фьорд». Под этим названием фьорд известен в исландских сагах, в частности в Саге о Битве на Пустоши, повествующей о первых поселенцах в окрестностях Боргар-фьорда, упоминается река Морского Фьорда (исл. Haffjarðará):

После этого он [Снорри Годи] уезжает оттуда и вечером приезжает к бонду по имени Снорри, жившему в Кобыльем Холме. Он сказал, что приехал с покойником, и просил принять их. Хозяин оказал им посильную помощь. Труп [Стюра Убийцы] перед этим волокли через Реку Морского Фьорда, и он весь вымок: поэтому развели огонь, чтобы высушить его.— Исландские саги
По мнению норвежского лингвиста, профессора Инге Серхейма, первый элемент названия содержит древнескандинавское hafr, что переводится как «козел», вероятно, имеется в виду опасная скала в устье фьорда и сложные условия плавания. Название связано с норвежской формой Hafrsfj†rðr. Топоним мог быть образован по названию горы Хавюрсфедль. Два названия — Хавюрс-фьорд и Хав-фьорд могли возникнуть как топонимы: одно — из связи с близлежащей горой, а другое — из-за опасного события, происшедшего в фьорде и гибели жителей. Ряд местных топонимов в фьорде и его окрестностях можно встретить в древних письменных и устных источниках. Названия этого типа связаны с крупнейшими, старейшими и центральными аграрными поселениями, когда-то существовавшими в этой области.

## Физико-географическая характеристика
Хавюрс-фьорд расположен в западной части Исландии в регионе Вестюрланд на юго-востоке полуострова Снайфедльснес, в 30 км от города Боргарнес. Является частью фьордового комплекса Фахсафлоуи.
Длина фьорда достигает 15 километров, а ширина — до 14 км. Устье фьорда справа обозначено полуостровом (исл. Hitarnes), отделяющим Хавюрс-фьорд от лагуны Акраоус (исл. Akraós), куда впадает река Нитарау (исл. Hitará), а слева — мысом Итра-Скоугарнес (исл. Ytra-Skógarnes). В Хавюрс-фьорд впадает река Хавфьярдарау (исл. Haffjarðará) и ряд небольших ручьёв. Внутри фьорда находится множество небольших островов и шхер, а вдоль побережья раскинулся на десятки километров Лёйнгюфьёрюр — комплекс дюн, пляжей с жёлтым ракушечным песком и глиной.
Для западной части фьорда характерны невысокие долины, окаймлённые грядами холмов, пейзаж на востоке выражен глубокими долинами. Недалеко от берега находятся несколько крупных лагун. Основной тип скал — базальтовые, местами с выходом риолита. На севере встречаются крупные поля реликтовой лавы — продукта извержений во время ледникового периода. На берегах фьорда встречаются геотермальные источники.

## Хозяйственное использование
Впервые фьорд и его окрестности упоминаются исландских сагах — Саге о Битве на Пустоши, события которой происходят в конце X — начале XI века, и «Саге о Греттире сыне Асмунда», составленной незадолго до 1400 года.
Долгое время на острове Хавюрсфьярдарей существовало небольшом поселение (впервые упоминается в 1223 году). Здесь находилась приходская церковь общины Эйяхреппюр, которая в католические времена была посвящена Святому Николаю. Поселение было покинуто в 1563 году, после того, как священник и большинство жителей, прихожан церкви, возвращаясь из Исландии домой на Хавюрсфьярдарей, утонули в Хавюрс-фьорде, провалившись под лёд по дороге домой с мессы в сочельник 1562 года. Это событие нашло отражение в местных народных сказаниях.
В наше время населённых пунктов на берегах фьорда нет.